# KK Zadar
KK Zadar (Košarkaški Klub Zadar) is een basketbalclub uit Zadar, Kroatië. KK Zadar komt uit in de A1 Liga, Kup Krešimir Ćosić en de NLB League.

## Geschiedenis
Zadar werd opgericht in 1945 als FD Zadar (Fiskulturno Društvo Zadar). Al snel veranderde de naam in KK Zadar. 
Na een aantal jaren in de lagere divisie haalde de club in 1949 eindelijk de hoogste divisie en bleef daar spelen tot het uiteenvallen van Joegoslavië.

## Erelijst
- Landskampioen Joegoslavië: 6
  - Winnaar: 1965, 1967, 1968, 1974, 1975, 1986
- Bekerwinnaar Joegoslavië: 1
  - Winnaar: 1970
  - Runner-up: 1979
- Landskampioen Kroatië: 6
  - Winnaar: 2005, 2008, 2021, 2023, 2024, 2025
  - Tweede: 1992, 1998, 1999, 2000, 2002, 2004, 2006, 2007, 2009, 2010, 2013, 2022
- Kup Krešimir Ćosić: 7
  - Winnaar: 1998, 2000, 2003, 2005, 2006, 2007, 2020
  - Runner-up: 1993, 2001, 2002, 2004, 2011, 2015
- EuroLeague:
  - Halve finale: 1968, 1975
- Saporta Cup:
  - Halve finale: 2000
- Korać Cup:
  - Halve finale: 1982, 1983, 1989

## Bekende (oud)-spelers
| - - Krešimir Ćosić - - Josip Gjergja - - Dino Rađa - - Stojko Vranković - - Emilio Kovačić - - Stipe Šarlija - - Arijan Komazec - - Branko Skroče - - Tomislav Knežević - - Veljko Petranović - - Petar Popović - - Marko Popović | - Kristijan Krajina - Lovre Bašić - Mario Špaleta - Domagoj Proleta - Sani Čampara - Vladimir Mihailović - Dejan Bodiroga - Trevor Thompson |